# Walter Huston
Walter Huston, pseudonimo di Walter Thomas Houghston (Toronto, 6 aprile 1884 – Los Angeles, 7 aprile 1950), è stato un attore canadese.

## Biografia
Nacque in Canada, ultimo di quattro figli, da padre irlandese, Robert Moore Houghston, e da madre scozzese, Elizabeth McGibbon. Fin da bambino dimostrò passione per la recitazione e a soli quindici anni ottenne la prima piccola parte in teatro. A vent'anni cominciò a girare gli Stati Uniti con una compagnia di repertorio e a St. Louis incontrò Reah Gore, che dopo pochi mesi diventò sua moglie. 
Stanco di vagabondare, si rivolse per un aiuto al suocero John Gore, che gli offrì un lavoro come capo tecnico presso la Water & Power Company di Nevada (Missouri), di cui Gore, avventuriero che aveva tentato di introdursi con alterni risultati in diversi rami del commercio, sembra fosse divenuto proprietario dopo una leggendaria partita a poker. 
Nel 1906, proprio a Nevada nacque suo figlio John, anch'egli destinato a una carriera nel cinema, ma dopo soli tre anni Huston decise di abbandonare il lavoro e di intraprendere definitivamente la carriera sul palcoscenico. La moglie disapprovò questa scelta e la coppia decise di separarsi.
Ottenuto il divorzio, nel 1915 Huston sposò l'attrice Bayonne Whipple, con la quale allestì uno spettacolo itinerante e riprese la vita errabonda nei teatri e nei saloon di provincia. All'inizio degli anni venti sua sorella Margaret, divenuta nel frattempo un celebre mezzosoprano drammatico, lo invitò a New York per tentare la fortuna in uno dei teatri della città.
Giunto all'età di quarant'anni, nel 1924 Huston riuscì finalmente a esordire a Broadway, dove recitò in numerosi lavori per poi diventare, con l'inizio del cinema sonoro, uno dei migliori caratteristi di Hollywood.
La prima parte di rilievo nel cinema fu quella del malvagio Trampas nel western  L'uomo della Virginia, pellicola diretta nel 1929 da Victor Fleming e interpretata da Gary Cooper. Seguirono, tra gli altri film, Pioggia, versione del 1932 con Joan Crawford come protagonista femminile, La follia della metropoli (1932), Il pericolo pubblico n° 1 (1932).
Nel 1936 arrivò la prima candidatura all'Oscar con Infedeltà, film tratto da un lavoro teatrale che egli stesso aveva interpretato a Broadway.
Successivamente lavorò in Cuori umani (1938) con James Stewart, La luce che si spense (1939) con Ronald Colman e Ida Lupino, I misteri di Shanghai (1941), L'oro del demonio, per il quale ottenne la seconda candidatura all'Oscar 1942 come miglior attore protagonista, e La stirpe del drago (1944).
Tutti questi film, pur girati immediatamente prima o durante la guerra, verranno proiettati in Italia dal 1946 in poi. Un'altra pellicola che arriverà in ritardo, ma per motivi di censura (ne vedremo solo un'edizione "purgata" nel 1949), è Il mio corpo ti scalderà (1943), un western in cui l'ennesima versione della storia del bandito Billy the Kid è combinata alla trasgressiva presenza femminile di Jane Russell.
L'Oscar, ma come miglior attore non protagonista, giunse quasi a fine carriera nel 1949, per l'interpretazione dell'anziano avventuriero Howard nel film Il tesoro della Sierra Madre, diretto l'anno prima da suo figlio John e interpretato al fianco di Humphrey Bogart.
Walter Huston morì per un aneurisma dell'aorta addominale nella sua villa di Beverly Hills, mentre con il figlio John, l'attore Spencer Tracy ed altri amici stava festeggiando il suo compleanno.

## Filmografia parziale
- Nascita di una nazione (Birth of a Nation), regia di David Wark Griffith (1915)
- The Lady Lies, regia di Hobart Henley (1929)
- Gentlemen of the Press, regia Millard Webb (1929)
- L'uomo della Virginia (The Virginian), regia Victor Fleming (1929)
- Codice penale (The Criminal Code), regia di Howard Hawks (1930)
- Il cavaliere della libertà (Abraham Lincoln), regia di D.W. Griffith (1930)
- The Ruling Voice, regia di Rowland V. Lee (1931)
- The Star Witness, regia di William A. Wellman  (1931)
- Pioggia (Rain), regia di Lewis Milestone (1932)
- Kongo, regia di William J. Cowen (1932)
- Il pericolo pubblico n° 1 (The Beast of the City), regia di Charles J. Brabin (1932)
- La follia della metropoli (American Madness), regia di Frank Capra e (non accreditati) Allan Dwan e Roy William Neill (1932)
- L'avventuriera di Montecarlo (The Woman from Monte Carlo), regia di Michael Curtiz (1932)
- Gabriel Over the White House, regia di Gregory La Cava (1933)
- L'idolo delle donne (The Prizefighter and the Lady), regia di W. S. Van Dyke e, non accreditato Howard Hawks (1933)
- Infedeltà (Dodsworth), regia di William Wyler (1936)
- Cuori umani (Of Human Hearts), regia di Clarence Brown (1938)
- La luce che si spense (The Light that Failed), regia di William A. Wellman (1939)
- Il mistero del falco (The Maltese Falcon), regia di John Huston (1941) - non accreditato
- La palude della morte (Swamp Water), regia di Jean Renoir (1941)
- L'oro del demonio (All That Money Can Buy), regia di William Dieterle (1941)
- I misteri di Shanghai (The Shanghai Gesture), regia di Josef Von Sternberg (1941)
- Ribalta di gloria (Yankee Doodle Dandy), regia di Michael Curtiz (1942)
- In questa nostra vita (In This Our Life), regia di John Huston (1942)
- Il mio corpo ti scalderà (The Outlaw), regia di Howard Hughes (1943)
- La bandiera sventola ancora (Edge of Darkness), regia di Lewis Milestone (1943)
- Mission to Moscow, regia di Michael Curtiz (1943)
- Fuoco a oriente (The North Star), regia di Lewis Milestone (1943)
- La stirpe del drago (Dragon Seed), regia di Jack Conway (1944)
- Dieci piccoli indiani (And Then There Were None), regia di René Clair (1945)
- Il castello di Dragonwyck (Dragonwyck), regia di Joseph L. Mankiewicz (1946)
- Duello al sole (Duel in the Sun), regia di King Vidor (1946)
- Il tesoro della Sierra Madre (The Treasure of the Sierra Madre), regia di John Huston (1948)
- Summer Holiday, regia di Rouben Mamoulian (1948)
- Il grande peccatore (The Great Sinner), regia di Robert Siodmak (1949)
- Le furie (The Furies), regia di Anthony Mann (1950)

## Riconoscimenti
- Premio Oscar
  - 1937 – Candidatura per il miglior attore protagonista per Infedeltà
  - 1942 – Candidatura per il miglior attore protagonista per L'oro del demonio
  - 1943 – Candidatura per il miglior attore non protagonista per Ribalta di gloria
  - 1949 – Miglior attore non protagonista per Il tesoro della Sierra Madre
- Golden Globe
  - 1949 – Miglior attore non protagonista per Il tesoro della Sierra Madre
- National Board of Review
  - 1941 – Miglior interpretazione per L'oro del demonio
  - 1948 – Miglior attore per Il tesoro della Sierra Madre
- New York Film Critics Circle Awards
  - 1936 – Miglior attore per Infedeltà
  - 1948 – Candidatura per il miglior attore per Il tesoro della Sierra Madre

## Doppiatori italiani
- Gino Cervi in L'oro del demonio, Il castello di Dragonwyck
- Corrado Racca in I misteri di Shanghai, Il tesoro della Sierra Madre
- Emilio Cigoli in Il cavaliere della libertà
- Camillo Pilotto in Infedeltà
- Lauro Gazzolo in La stirpe del drago
- Aldo Silvani in Duello al sole
- Luigi Pavese in Il grande peccatore
- Olinto Cristina in Le furie
- Oreste Rizzini in Il cavaliere della libertà (ridoppiaggio)
- Roberto Villa in Infedeltà (ridoppiaggio)
- Riccardo Cucciolla in Il mio corpo ti scalderà (ridoppiaggio)[2]
- Luciano De Ambrosis in Dieci piccoli indiani (ridoppiaggio)